# مورپث، نورث‌آمبرلند
latitudeمورپث، نورث‌آمبرلندlongitudeمورپث، نورث‌آمبرلند
مورپث، نورث‌آمبرلند (به انگلیسی: Morpeth, Northumberland) یک شهرک در بریتانیا است که در نورث‌آمبرلند واقع شده‌است.

## خصوصیات
مورپث ۱۴٬۰۱۷ نفر جمعیت دارد.